# Aidan Roberts
Aidan Roberts (* 1998 in Cumbria) ist ein britischer Sportkletterer und Boulderer. Zu seinen bisher größten Leistung gehören die Begehungen der Boulders Alphane und Spots of Time (9A/V17).

## Karriere
Roberts begann 13-jährig zu klettern. Da er oft alleine klettert, wurde das Bouldern seine Hauptdisziplin. Zwei Jahre später wurde er ins britische Kletterteam aufgenommen und 2015 wurde er Jugend-Weltmeister im Bouldern. Nachdem er sich beim Bouldern in Fontainebleau am Fuß verletzt hatte, war er gezwungen, eine Weile auszusetzen. Seither klettert er vermehrt draußen am Fels. 2018 eröffnete er den 8C-Boulder Railway in Colorado. 2019 eröffnete er innerhalb von sechs Wochen acht Boulder, davon sieben im Grad 8B oder höher.
Im Herbst 2021 reiste Roberts nach Finnland, um den 9A-Boulder Burden of Dreams zu versuchen. Er blieb dabei erfolglos, scannte aber die Griffe und druckte 3D-Nachbildungen, um daran zu üben. Ende 2021 und Anfang 2022 kletterte er erneut mehrere Boulder im Grad 8B sowie 8C. Im März 2022 flashte er Vecchio Leone (8B). 2022 eröffnete er den Boulder Isles of Wonder Sitstart (8C+). 
Im Oktober 2022 gelang ihm die erste Wiederholung des 9A-Boulders Alphane in Chironico. Er ist der erste Brite und der siebte Kletterer weltweit, der diesen Schwierigkeitsgrad klettern konnte. Im Februar 2024 gelang ihm die erste Begehung des Boulders Spots of Time (vormals Helvellyn project) in Lake District, unweit von seinem Zuhause. Erst drei Monate später gab er den Grad bekannt: Er bewertete den Boulder mit 9A. Im März 2024 kletterte er den Boulder Arrival of the Birds (vormals The Midnight Project) in Chironico. Er schlägt den Schwierigkeitsgrad 9A vor.

## Erfolge

### 9A/V17
- Arrival of the Birds – Chironico, Schweiz – März 2024 – Erstbegehung[8]
- Spots of Time – Lake District, Großbritannien – Februar 2024 – Erstbegehung[7]
- Alphane –  Chironico, Schweiz – Oktober 2022 – Erste Wiederholung[4]

### 8C+/V16
- The Lions Share – Brione, Schweiz – April 2023 – Erstbegehung[9]
- Vecchio Leone Sitstart – Brione, Schweiz – November 2022 – Erstbegehung[10]
- Isles of Wonder Sitstart  – Nordwales, Großbritannien – Juli 2022 – Erstbegehung[3]

### 8C/V15
- Unison – Brione, Schweiz – Februar 2023 – Erstbegehung[11]
- Child of Hell – Gotthardpass, Schweiz – 23. Oktober 2022[12]
- Raggamuffin – Dovedale, Großbritannien – Juni 2022 – Erstbegehung[3]
- Everything the Light Touches – Brione, Schweiz – April 2022 – Erstbegehung[3]
- Forgotten Gem – Chironico, Schweiz – März 2022[3]
- Silent Singer –  Bowder Stone, Großbritannien – 23. Februar 2022 – Erstbegehung[3]
- Kingdom sit – Brione, Schweiz – 2022[3]
- Leopold von pooch – November 2021 – Erstbegehung[3]
- Superpowers (8C/+) – Tilberthwaite, Großbritannien – 11. September 2020 – Erstbegehung[3]
- Outliers – Trowbarrow, Großbritannien – August 2020 – Erstbegehung[3]